# Fyrstadskretsen
Fyrstadskretsen (formellt namn fram till 1970: Malmö, Hälsingborgs, Landskrona och Lunds valkrets) var en särskild valkrets till den svenska riksdagen vid riksdagsvalen 1921–1991. Valkretsen bildades i andra kammaren 1921 genom en sammanslagning av Malmö stads valkrets med den så kallade trestadskretsen, och behölls vid övergången till enkammarsystem i riksdagsvalet 1970. 
Vid riksdagsvalet 1994 avvecklades fyrstadskretsen, och Malmö kommun bildade på nytt egen valkrets, medan Helsingborgs kommun och Landskrona kommun fördes till Malmöhus läns norra valkrets och Lunds kommun till Malmöhus läns södra valkrets.

## Mandatantal
Antalet mandat i valkretsen var från början åtta, men steg till nio vid valet 1932, tio i valet 1940, elva i valet 1952 och tolv i andrakammarvalet 1964. Detta antal bestod sedan tvåkammartiden ut. I det första valet till enkammarriksdagen 1970 fick valkretsen arton fasta mandat och tre utjämningsmandat. Antalet fasta mandat var sedan oförändrat till 1979 då det sänktes till sjutton. Antalet utjämningsmandat varierade: tre i valet 1973, ett 1976, fyra 1979, två 1982, tre 1985 och 1988 samt två i det sista valet 1991.
| 1970 | 1973 | 1976 | 1979 | 1982 | 1985 | 1988 | 1991 |
| ---- | ---- | ---- | ---- | ---- | ---- | ---- | ---- |
| 18   | 18   | 18   | 17   | 17   | 17   | 17   | 17   |

## Ledamöter i riksdagens andra kammare

### 1922–1924
- Claes Lindskog, lmb
- Malte Sommelius, lmb (1922)
  - Harry Weibull, lmb (1923–1924)
- Nils Winkler, lmb
- Arthur Engberg, s
- Martin Jensen, s
- Carl Lovén, s
- Värner Rydén, s
- Ola Waldén, s

### 1925–1928
- Jacob Beskow, lmb (1925)
  - Harry Weibull, lmb (1926–1928)
- Claes Lindskog, lmb
- Nils Winkler, lmb
- Karl Bergström, s
- Arthur Engberg, s
- Martin Jensen, s
- Carl Lovén, s
- Värner Rydén, s

### 1929–1932
- Claes Lindskog, lmb
- Harry Weibull, lmb
- Nils Winkler, lmb
- Olof Andersson, s
- Karl Bergström, s
- Carl Lovén, s
- Arthur Thomson, s
- Allan Vougt, s

### 1933–1936
- Nils Christiernsson, lmb 1933, högervilde 1934–1936
- Erik Hagberg, lmb 1933–1934, h 1935–1936
- Claes Lindskog, lmb 1933–1934, h 1935–1936
- Olof Andersson, s
- Karl Bergström, s
- Tage Erlander, s
- Carl Lovén, s
- Edvin Svensson, s (1933–12/5 1936)
  - Eric Bladh, s (13/5–31/12 1936)
- Allan Vougt, s

### 1937–1940
- Erik Hagberg, h
- Claes Lindskog, h
- Sven Lundberg, h
- Olof Andersson, s
- Karl Bergström, s
- Tage Erlander, s
- Carl Lovén, s
- Karl Nilsson, s
- Allan Vougt, s

### 1941–1944
- Erik Hagberg, h
- Sven Lundberg, h
- Åke Wiberg, h
- Ebon Andersson, s
- Olof Andersson, s
- Karl Bergström, s
- Eric Bladh, s
- Tage Erlander, s
- Karl Nilsson, s
- Allan Vougt, s

### 1945–1948
- Georg Fahlman, h
- Erik Hagberg, h
- Åke Wiberg, h
- Olof Andersson, s
- Karl Bergström, s
- Eric Bladh, s
- Folke Jönsson, s
- Karl Nilsson, s
- Allan Vougt, s
- Gunnar Adolfsson, k

### 1949–1952
- Erik Hagberg, h
- Åke Wiberg, h (1949)
  - Jean Braconier, h (1950–1952)
- Carl Christenson, fp
- Ragnar Huss, fp
- Olof Andersson, s
- Eric Bladh, s (1949–1950)
  - Erik Adamsson, s (1951–1952)
- Karl Bergström, s
- Folke Jönsson, s
- Gösta Netzén, s
- Karl Nilsson, s

### 1953–1956
- Jean Braconier, h
- Erik Hagberg, h (1953–1955)
  - Carl Göran Regnéll, h (1956)
- Eva Karlsson, h
- Carl Christenson, fp
- Sigfrid Löfgren, fp
- Erik Adamsson, s
- Olof Andersson, s
- Karl Bergström, s
- Johannes Blidfors, s
- Gösta Netzén, s
- Karl Nilsson, s

### 1957–första riksmötet 1958
- Jean Braconier, h
- Eva Karlsson, h
- Carl Göran Regnéll, h
- Carl Christenson, fp
- Sigfrid Löfgren, fp
- Erik Adamsson, s
- Hugo Bengtsson, s
- Johannes Blidfors, s
- Einar Henningsson, s
- Gösta Netzén, s
- Eric Svenning, s

### Andra riksmötet 1958–1960
- Jean Braconier, h
- Eva Karlsson, h
- Carl Göran Regnéll, h
- Carl Christenson, fp
- Sigfrid Löfgren, fp
- Erik Adamsson, s
- Hugo Bengtsson, s
- Johannes Blidfors, s
- Einar Henningsson, s
- Gösta Netzén, s
- Eric Svenning, s

### 1961–1964
- Jean Braconier, h
- Eva Karlsson, h (1961–20/11 1964)
  - Lars Fredholm, h (2–31/12 1964)
- Sixten Palm, h
- Carl Göran Regnéll, h
- Carl Christenson, fp
- Erik Adamsson, s
- Hugo Bengtsson, s
- Johannes Blidfors, s
- Einar Henningsson, s
- Gösta Netzén, s (1961)
  - Anna-Greta Skantz, s (1962–1964)
- Eric Svenning, s

### 1965–1968
- Carl Göran Regnéll, h
- Mårten Werner, h
- Sigfrid Löfgren, fp
- Sten Sjöholm, fp
- Bertil Rubin, mbs
- Erik Adamsson, s
- Hugo Bengtsson, s
- Johannes Blidfors, s
- Einar Henningsson, s
- Eric Jönsson, s
- Anna-Greta Skantz, s
- Eric Svenning, s

### 1969–1970
- Rolf Clarkson, m
- Carl Göran Regnéll, m
- Mårten Werner, m
- Sigfrid Löfgren, fp
- Sten Sjöholm, fp
- Erik Adamsson, s
- Hugo Bengtsson, s
- Einar Henningsson, s
- Eric Jönsson, s
- Lennart Pettersson, s
- Anna-Greta Skantz, s
- Eric Svenning, s

## Ledamöter i enkammarriksdagen (ofullständig förteckning)

### 1971–1973
- Rolf Clarkson, m
- Carl Göran Regnéll, m
- Mårten Werner, m
- Bertil Fiskesjö, c
- Alfred Håkansson, c
- Britta Bergström, fp
- Karl-Axel Levin, fp
- Sigfrid Löfgren, fp
- Sten Sjöholm, fp
- Erik Adamsson, s
- Hugo Bengtsson, s
- Einar Henningsson, s
- Eric Holmqvist, s (statsråd under mandatperioden)
- Eric Jönsson, s
- Grethe Lundblad, s
- Alf Pettersson, s
- Arne Pettersson, s
- Lennart Pettersson, s
- Anna-Greta Skantz, s
- Jörn Svensson, vpk

### 1974–1975/76
- Rolf Clarkson, m
- Carl Göran Regnéll, m
- Ulla Jacobsson, m
- Mårten Werner, m
- Bertil Fiskesjö, c
- Alfred Håkansson, c
- Ulla Tillander, c
- Sigfrid Löfgren, fp
- Sten Sjöholm, fp
- Erik Adamsson, s
- Hugo Bengtsson, s
- Eric Holmqvist, s (statsråd under mandatperioden)
  - Ingalill Ekholm-Frank, s (ersättare för Eric Holmqvist 15/2 1974–1975/76)
- Kurt Ove Johansson, s
- Eric Jönsson, s
- Grethe Lundblad, s
- Arne Pettersson, s
- Hans Pettersson, s
- Lennart Pettersson, s
- Anna-Greta Skantz, s
- Jörn Svensson, vpk

### 1976/77–1978/79
- Olle Aulin, m
- Rolf Clarkson, m
- Rune Rydén, m
- Bertil Fiskesjö, c
- Alfred Håkansson, c
- Ulla Tillander, c
  - Rune Svensson, c (ersättare 3/10–26/11 1978)
- Britta Bergström, fp
- Per Gahrton, fp
- Erik Adamsson, s
- Hugo Bengtsson, s
- Eric Holmqvist, s (statsråd 4–7/10 1976)
  - Kurt Ove Johansson, s (ersättare för Eric Holmqvist 4–7/10 1976)
- Eric Jönsson, s
- Grethe Lundblad, s
- Arne Pettersson, s
- Hans Pettersson, s
- Lennart Pettersson, s
- Anna-Greta Skantz, s
- Jörn Svensson, vpk

### 1979/80–1981/82
- Olle Aulin, m
- Rolf Clarkson, m
- Sven Munke, m
- Rune Rydén, m
- Mårten Werner, m
  - Margit Gennser, m (ersättare 4/5–3/6 1982)
  - Berit Mohlin-Erbeus, m (ersättare 12/11–19/12 1979)
  - Berit Mohlin-Erbeus, m (ersättare 7/10–14/11 1980)
  - Berit Mohlin-Erbeus, m (ersättare 19/10–20/11 1981)
- Bertil Fiskesjö, c
- Ulla Tillander, c
  - Sigvard Persson, c (ersättare 6/11–19/12 1979)
  - Sigvard Persson, c (ersättare 19/2–19/3 1980)
  - Sigvard Persson, c (ersättare 3/11–21/12 1980)
  - Sigvard Persson, c (ersättare 25/5 1981–1981/82)
- Karin Ahrland, fp (statsråd 22/5 1981–1981/82)
  - Marie Nordström, fp (ersättare för Karin Ahrland 22/5 1981–1981/82)
- Erik Börjesson, fp
- Per Gahrton, fp (1/10–11/11 1979)
  - Åke Persson, fp (ersättare för Per Gahrton 1–31/10 1979)
    - Åke Persson, fp (12/11 1979–1981/82)
- Hugo Bengtsson, s
- Eric Holmqvist, s
- Kurt Ove Johansson, s
- Eric Jönsson, s
- Grethe Lundblad, s
- Arne Pettersson, s (1/10 1979–9/1 1980)
  - Lars-Erik Lövdén, s (10/1 1980–1981/82)
- Hans Pettersson, s
- Lennart Pettersson, s
- Anna-Greta Skantz, s
  - Lars-Erik Lövdén, s (ersättare 23/10–25/11 1979)
  - Lars-Erik Lövdén, s (ersättare 28/11–31/12 1979)
- Jörn Svensson, vpk

### 1982/83–1984/85
- Olle Aulin, m
- Rolf Clarkson, m
- Margit Gennser, m
- Sven Munke, m
- Rune Rydén, m
  - Sten Andersson, m (ersättare 1/2–30/5 1983)
  - Sten Andersson, m (31/5 1983–1984/85)
- Sigvard Persson, c
- Ulla Tillander, c (statsråd 4–8/10 1982)
  - Dick Olsson, c (ersättare för Ulla Tillander 4–8/10 1982)
- Karin Ahrland, fp (statsråd 4–8/10 1982)
  - Andres Küng, fp (ersättare för Karin Ahrland 4–8/10 1982 samt 18/11–21/12 1983)
- Kurt Ove Johansson, s
- Eric Jönsson, s (1982/83–29/3 1985)
  - Elvy Westerberg, s (11/4–29/9 1985)
- Grethe Lundblad, s
- Lars-Erik Lövdén, s
- Bo Nilsson, s
- Hans Pettersson, s
- Lennart Pettersson, s
- Nils T. Svensson, s
- Birthe Sörestedt, s
  - Staffan Vallin, s (ersättare 15/10–15/11 1982)
- Jörn Svensson, vpk

### 1985/86–1987/88
- Sten Andersson, m
- Olle Aulin, m
- Rolf Clarkson, m
- Margit Gennser, m
- Sven Munke, m
- Rune Rydén, m
- Ulla Tillander, c
  - Sigvard Persson, c (ersättare 17/10–19/11 1985)
- Karin Ahrland, fp
- Margitta Edgren, fp
- Kjell-Arne Welin, fp
- Ingegerd Anderlund, s
- Kurt Ove Johansson, s
- Grethe Lundblad, s
- Lars-Erik Lövdén, s
- Bo Nilsson, s
- Hans Pettersson, s
- Lennart Pettersson, s
- Nils T. Svensson, s
  - Emmanuel Morfidiakis, s (ersättare för Nils T. Svensson 15/10–15/11 1985)
- Birthe Sörestedt, s
  - Emmanuel Morfidiakis, s (ersättare 19/11–20/12 1985)
- Jörn Svensson, vpk

### 1988/89–1990/91
- Sten Andersson, m
- Rolf Clarkson, m
- Margit Gennser, m
- Rune Rydén, m
- Ulla Tillander, c
- Karin Ahrland, fp (1988/89)
  - Margitta Edgren, fp (1989/90–1990/91)
- Kjell-Arne Welin, fp
- Kjell Dahlström, mp
- Anita Stenberg, mp
  - Birger Schlaug, mp (ersättare 13/10 1988–30/9 1989)
- Ingegerd Anderlund, s
- Jan Andersson, s
- Kurt Ove Johansson, s
- Grethe Lundblad, s
- Lars-Erik Lövdén, s
- Bo Nilsson, s
- Lennart Pettersson, s
- Nils T. Svensson, s
- Birthe Sörestedt, s
  - Anna Brandoné, s (ersättare 12/11–11/12 1988)
- Rolf L. Nilson, vpk/v

### 1991/92–1993/94
- Sten Andersson, m
- Jan Backman, m
- Rolf Clarkson, m
- Margit Gennser, m
- Rune Rydén, m
  - Inge Garstedt, m (ersättare 15/10–17/11 1991)
- Ulla Tillander, c
  - Anna Corshammar-Bojerud, c (ersättare för Ulla Tillander 30/9–31/10 1991)
  - Anna Corshammar-Bojerud, c (ersättare för Ulla Tillander 23/2–30/4 1993)
- Kenneth Lantz, kds
- Margitta Edgren, fp
- Olle Schmidt, fp
  - Kjell-Arne Welin, fp (ersättare för Olle Schmidt 7/2–29/5 1994)
- Peter Kling, nyd
- Jan Andersson, s
- Bo Bernhardsson, s
- Kurt Ove Johansson, s
- Lars-Erik Lövdén, s
- Bo Nilsson, s
- Nils T. Svensson, s
- Birthe Sörestedt, s
- Rolf L. Nilson, v